# T Тельца
T Тельца (T Tauri, T Tau) — переменная звезда в созвездии Тельца, являющаяся прототипом переменных звёзд типа T Тельца. Она была открыта в октябре 1852 года Джоном Расселом Хайндом в обсерватории Бишопа. Т Тельца наблюдается в рассеянном звёздном скоплении Гиады недалеко от Эпсилон Тельца, но находится дальше скопления и сформировалась независимо от входящих в него звёзд.
Подобно всем звёздам типа T Тельца, эта звезда очень молодая, возрастом несколько миллионов лет. Находится на расстоянии примерно 400 св. лет от Земли, и её звёздная величина непредсказуемо меняется от +9,3m до +14m.
Система Т Тельца состоит, по крайней мере, из трёх звёзд, но только одна из них видна в оптическом диапазоне, две другие видимы только в инфракрасном диапазоне, а одна из них является источником радиоизлучения. С помощью радиотелескопа VLA удалось определить, что Т Тельца во время сближения с одним из компаньонов резко изменила свою орбиту и, возможно, была выброшена из системы.
Рядом со звездой находится отражательная туманность NGC 1555, известная также как Переменная туманность Хайнда, подсвечиваемая Т Тельца, что приводит к колебанию её яркости. С системой Т Тельца также ассоциировали туманность NGC 1554, которая была открыта О. В. Струве в 1868 году, но быстро потеряла яркость, возможно, вследствие рассеивания, и теперь известна как «Потерянная туманность Струве». Объект Хербига — Аро также может быть связан с туманностью Хайнда или даже самой системой Т Тельца.
По имени звезды назван «ветер Т Тельца» — феномен, возникающий во время переходного этапа в эволюции молодой звезды между аккрецией вещества из медленно вращающейся первичной газовой туманности и началом горения водорода, сконцентрированного в протозвезду. Протозвезда — это центральная часть огромного облака газа и пыли, обычно в 1000 солнечных масс, которое сжимается под действием собственного веса. Протозвезда в начальной стадии имеет примерно 1 % окончательной массы, но благодаря выпадению вещества на звезду она продолжает расти и через несколько миллионов лет в ядре зажигается термоядерная реакция. После этого звёздный ветер выдувает лёгкие химические элементы, прежде всего водород, на окраины системы, вследствие чего выпадение нового вещества прекращается, масса звезды перестаёт расти, и звезда переходит на стабильные стадии эволюции.